# The New York Times Simulator
The New York Times Simulator es un videojuego de noticias satírico de 2024 creado por Molleindustria, el alias del desarrollador estadounidense-italiano Paolo Pedercini. El usuario juega como jefe de redacción de The New York Times y debe atraer lectores mientras mantiene contentos a diversos grupos de interés. El juego critica la cobertura mediática de la guerra entre Israel y Hamás y el sesgo editorial hacia ciertos grupos, al tiempo que recurre a temas relacionados con la teoría del «consentimiento fabricado» de Noam Chomsky.

## Jugabilidad
El jugador asume el papel del jefe de redacción de The New York Times. A medida que aparecen las historias, se pueden colocar en uno de los cuatro espacios para artículos en la portada del periódico. El objetivo del juego es maximizar el número de lectores con titulares llamativos, y al mismo tiempo apelar a los índices de aprobación de tres grupos: la policía, los ricos y el Estado de Israel. Si en algún momento la aprobación del jugador con una de estas facciones cae demasiado bajo, o se queda sin lectores, será «despedido» y perderá el juego. El jugador tiene la opción de alterar los artículos potenciales a medida que aparecen, posiblemente reformulándolos para que sean más favorables para los grupos que intenta mantener contentos. Por ejemplo, un artículo presentado en el tutorial del juego es «Israel está matando de hambre a los niños de Gaza», mientras que al reescribirlo aparece el titular «El hambre acecha a los niños de Gaza». El uso de este último título evitará que el artículo pierda puntos de jugador con la facción israelí. Los espacios de artículos por encima del pliegue tienen mayor peso y atraerán más lectores, siendo el espacio del artículo principal, en la parte superior izquierda, el que tiene más valor. Los artículos también perderán lectores cuanto más tiempo permanezcan en el periódico.

## Desarrollo y lanzamiento
El juego se lanzó de forma gratuita el 29 de marzo de 2024 en itch.io. Según Pedercini, el juego utiliza principalmente titulares reales de The New York Times, The Wall Street Journal y otros medios de comunicación, y en algunos casos las revisiones de los titulares en el juego son ediciones que realmente se realizaron en esos titulares. Pedercini tardó aproximadamente tres semanas en completar el juego. Pedercini utilizó datos de Fairness & Accuracy in Reporting para crear los titulares utilizados en el juego, así como Google Noticias para comparar cómo diferentes medios cubrieron las mismas historias. Pedercini también anotó los datos del juego y los publicó al público.

## Análisis
Pedercini dice que el juego se basa en la idea de Noam Chomsky del consentimiento fabricado y el modelo de propaganda de comunicación, ya que el juego refleja la teoría de Chomsky de que la necesidad de las organizaciones de noticias de mantener contentos a ciertos grupos puede resultar en autocensura. El juego se inspiró en la frustración de Pedercini con la cobertura mediática de la guerra entre Israel y Hamás. Sobre su inspiración, Pedercini dijo: «Los crímenes de guerra y el sufrimiento de los civiles están minuciosamente documentados, una gran mayoría de estadounidenses de todos los partidos desaprueba la conducta de Israel y, sin embargo, las élites occidentales se unieron para apoyar al gobierno de Netanyahu ... Creo que las publicaciones 'liberales' como The New York Times o The Washington Post son lo que leen estas élites, y juegan un papel importante en la fabricación del consentimiento para este genocidio».
Muchos de los titulares tienen la opción de reformularlos en voz pasiva, para desviar la responsabilidad de los grupos a los que el jugador debe mantener contentos. Los críticos, así como el propio Pedercini, han comparado el juego con The Republia Times, un videojuego de noticias similar ambientado en una sociedad autoritaria ficticia.

## Recepción
El videojuego ha sido elogiado por sus comentarios, aunque según el crítico Joshua Wolens es «más una broma extensa que un desafío», ya que toma sólo unos 10 minutos completarlo. Ben Sledge de The Gamer le dio al juego una crítica positiva, escribiendo: «En pocas palabras, quiero que mis juegos digan algo. The New York Times Simulator dice mucho».